# Asow-Flotte (1695)

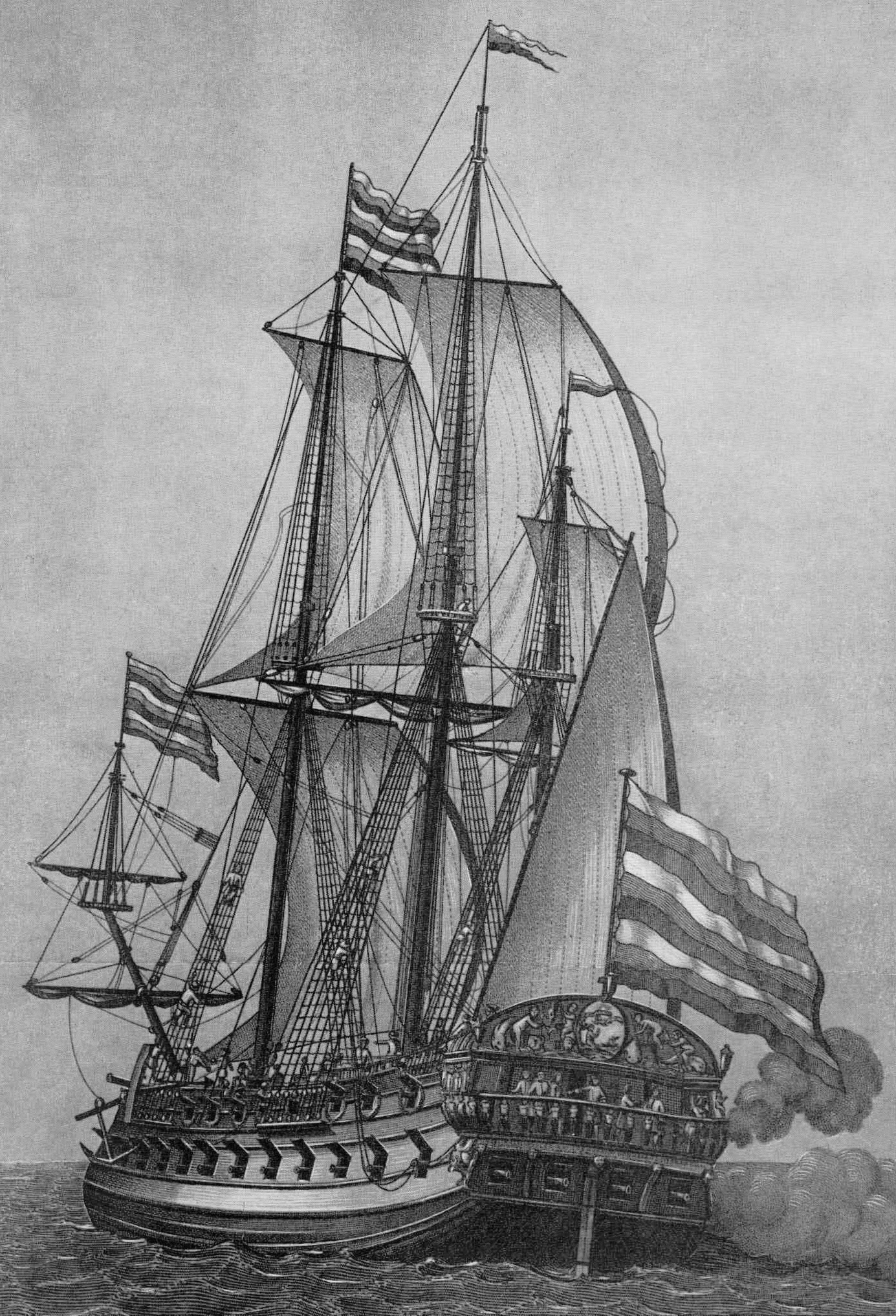
Goto Predestinatsia, Flaggschiff der Asowflotte bis 1711

Die Asow-Flotte (russisch Азовский флот) war eine russische Flotte, die auf dem Asowschen Meer operierte.
Ende 1695 wurde unter Zar Peter dem Großen die erste russische Flotte aufgestellt, die beim zweiten der Asowfeldzüge zur Eroberung Asows beitrug. Ihr erster Befehlshaber war François Le Fort.
Da der erste Asowfeldzug nicht zuletzt wegen fehlender Seestreitkräfte scheiterte, befahl Peter der Große Ende 1695 den Bau der ersten Schiffe auf Werften in und um Woronesch. Diese Stadt ist über 1000 km über die Flüsse Woronesch und Don mit dem Asowschen Meer verbunden.
Im April 1696 rückte die russische Armee im zweiten Asowfeldzug erneut auf Asow vor, und die neuerbaute Flotte blockierte unter der Führung Leforts die Festung seeseitig. Die Flotte bestand aus zwei Fregatten (Swiatoi Pyotr und Swiatoi Pavel), 4 Brandern, 23 Galeeren und weiteren Einheiten. Am 14. Juni kam es an der Mündung des Dons zum Kampf mit einer türkischen Flotte, bestehend aus 23 Schiffen mit 4000 Mann. Nach dem Verlust zweier Schiffe zog sich die türkische Flotte zurück. Am 18. Juli wurde die Festung Asow – auch nach intensivem Beschuss von See – von den Russen eingenommen.
Nachfolger Leforts wurde Admiral Fjodor Golowin mit Unterstützung von Vizeadmiral Cornelius Cruys und Fregattenadmiral Jan van Rees. Als Heimathafen wurde das am nordöstlichen Ufer des Asowschen Meeres gelegene Taganrog bestimmt und in den folgenden Jahren ausgebaut. Die Flotte sicherte die russische Südgrenze. Nachdem Asow 1712 wieder an die Türken verloren gegangen war, wurde die Asow-Flotte aufgelöst.
In der Flotte diente u. a. Vitus Bering von 1704 bis 1724.
Im Zuge des nächsten russischen Vorstoßes – während des Russisch-Türkischen Krieges (1768–1774) – wurden 1768 im Asowschen Meer erneut russische Kriegsschiffe stationiert, diesmal unter dem Namen Asow-Flottille.